# Eublemmoides flavipars
Eublemmoides flavipars är en fjärilsart som beskrevs av George Francis Hampson 1910. Eublemmoides flavipars ingår i släktet Eublemmoides och familjen nattflyn. Inga underarter finns listade i Catalogue of Life.